# Asea
Asea, före 1977 Allmänna Svenska Elektriska Aktiebolaget (ASEA), var ett svenskt elektrotekniskt företag med huvudkontor i Västerås. Det grundades 1883 och var fram till 1987 stadens största industriföretag. 
År 1988 fusionerades huvuddelen av Aseas verksamhet med schweiziska Brown Boveri till Asea Brown Boveri, som 1999 namnändrades till ABB Ltd.

## Översikt

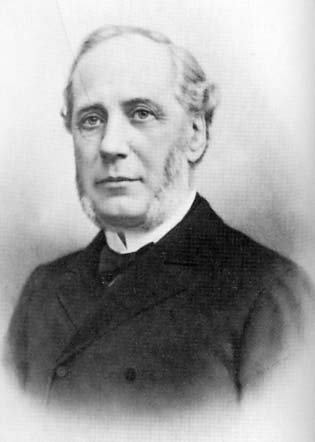
Ludvig Fredholm
(1830–1891)

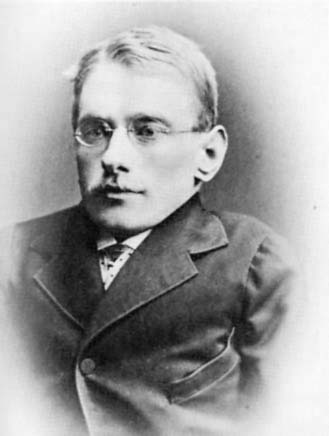
Jonas Wenström
(1855–1893)

Företaget Asea (med direkta föregångare) var verksamt åren 1883–1987 och hade sin inriktning på system och produkter för generering, överföring och användning av elektricitet och har haft en avgörande betydelse för hur svensk elektroteknisk industri utvecklats, samt den struktur den fått. Tidigt fick man möjlighet att utveckla en hög kompetens inom starkströmsöverföring över långa sträckor, tack vare Sveriges geografiska förhållanden. Inom detta område blev man senare världsledande, bland annat genom utveckling av Uno Lamms teknik för överföring av högspänd likström. Asea kom också att få en stark ställning inom området ellok, spårvagnar och tåg.
På 1950-talet etablerade Asea sig inom kärnenergiområdet. 1968 bildades AB ASEA-Atom genom samgående med svenska statens projekt inom området. Under senare år kom elgenerering i andra former, till exempel i kolkraftverk, att bli allt viktigare områden för Asea.
1988 fusionerades huvuddelen av Aseas verksamhet med schweiziska Brown Boveri (grundat 1891) och överfördes till ett av de båda koncernerna gemensamt ägt bolag, ABB Asea Brown Boveri Ltd, med säte i Zürich. 1999 ändrades företagsnamnet till ABB Ltd. 1987, Aseas sista verksamhetsår som självständigt bolag, omsatte man 52 miljarder kronor (varav 36,5 utomlands) och hade cirka 73 000 anställda (varav 37 000 utanför Sverige).

## Bakgrund
Hösten 1878 drabbades Stockholms företagarvärld av en svår ekonomisk kris. Detta ledde till att den stora bankirfirman Guillemot & Weylandt tvingades inställa betalningarna. Den ena av huvudägarna, grosshandlaren Ludvig Fredholm (1830–1891), blev tvungen att söka nytt verksamhetsområde. Efter bankirfirmans slutliga avveckling 1880, åkte Fredholm till England och Tyskland för att studera de nya system för elektrisk belysning som utvecklats. Han blev snabbt övertygad om att framtiden låg hos den nya starkströmstekniken. I samband med ett försöksprojekt med belysning genererad av en engelsk Brushdynamo 1881 träffade Fredholm civilingenjören Göran Wenström (1857–1927). Wenströms äldre bror, uppfinnaren Jonas Wenström (1855–1893) som utvecklat en egen dynamokonstruktion, blev snart involverad i projektet. Man övergav snart den engelska dynamomaskinen till fördel för Jonas Wenströms egen, och 1882 patenterades konstruktionen. Den 17 januari året efter, 1883, konstituerades Elektriska Aktiebolaget i Stockholm med ett aktiekapital på 75 000 kronor.

## Elektriska Aktiebolaget i Stockholm 1883–1890
Det nya företagets huvudkontor förlades till Stockholm, medan verkstadslokaler för dynamotillverkningen hyrdes av Arboga Mekaniska Verkstad. Den första större beställningen utfördes 1888–1889 och gällde stadsbelysning i Västerås. Göran Wenström och en bekant till honom som hade kapital, gruvingenjören i Norberg Gustaf Abraham Granström (1851–1941) ville dock utveckla verksamheten till en mer differentierad med bland annat elkraftsanläggningar för industri- och transportändamål. När Fredholm motsatte sig detta (han höll fast vid grundtanken att företaget bara skulle syssla med belysningsanläggningar) bildade Wenström och Granström Wenströms & Granströms Elektriska Kraftbolag 1889. De båda företagen skulle dock inte konkurrera med varandra. Av de projekt som Elektriska Kraftbolaget bearbetade redan vid starten var en elektrisk järnväg vid Boxholms bruk, en elektrisk spårväg vid Djursholm, elektrisk motordrift vid en verkstad i Västerås och vid Lilla Edet. Åtskillnaden mellan de båda bolagen, "lysbolaget" och "kraftbolaget", blev kortvarig. 1891 slogs de samman till Allmänna Svenska Elektriska Aktiebolaget.

## Asea 1890–1910

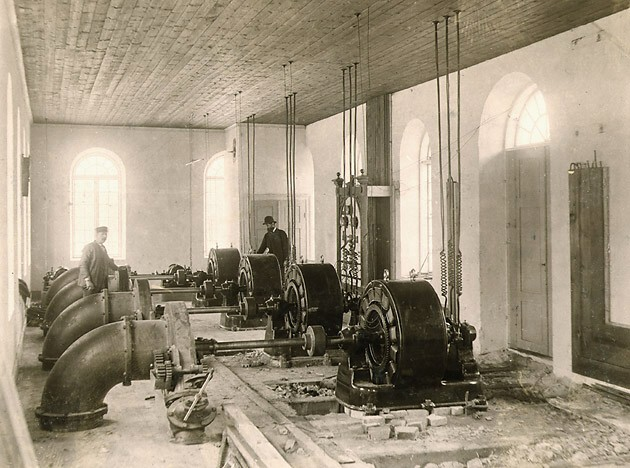
Hellsjöns kraftstation 1893.

Bolagets verksamhet kom nu att lokaliseras till Västerås, efter att man fått hjälp med tomtmark, vattenkraft och aktietecknare från Oscar Fredrik Wijkman; en företagare och kommunalpolitiker från Västerås med stort intresse för ny teknik. Konstituerande bolagsstämma hölls 15 december 1890, Allmänna Svenska Elektriska AB hade då ett aktiekapital på en halv miljon kronor. Jonas Wenström kom att utnämnas till chefsingenjör i det nya företaget. Till verkställande direktörer utsågs Ludvig Fredholm och Göran Wenström. Fredholm avled dock redan den 17 december 1891, innan verksamheten hunnit flyttas till Västerås. Ett par år senare, närmare bestämt den 21 december 1893, dog också Jonas Wenström endast 38 år gammal. Han hade sedan länge lidit av svag hälsa.
1893 kom Allmänna Svenska Elektriska AB:s, eller Aseas första stora order, den 13 kilometer långa trefaskraftöverföringen Hellsjön–Grängesberg. Vattenkraftstationen i Hellsjön med sina fyra trefasgeneratorer på sammanlagt 344 kVA kom att innebära ett genombrott för trefastekniken i Sverige. Året efter, 1894, kom nästa stora order; elektrifiering av nytt valsverk vid Hofors bruk. Verksamheten växte snabbt under 1890-talet, och 1899 togs även spårvagnar upp på tillverkningsprogrammet. Filialer och agenturer upprättades på en rad större orter i Sverige, i de skandinaviska huvudstäderna samt i S:t Petersburg och London. I samband med ekonomiska problem under 1890-talets sista år trädde Stockholms Enskilda Bank in som delägare. Problemen fortsatte in på 1900-talet, då Asea också förlorade kunder till nybildade konkurrenter. Under Stockholms Enskilda Banks ledning reorganiserades företaget 1902–1903.
En ny ledning med Sigfrid Edström (1870–1964) som vd tillsattes 1903. Han hade under 1890-talet arbetat utomlands hos bland annat Westinghouse och General Electric, och hade således god erfarenhet från andra elektrotekniska företag. Han hade år 1900 blivit direktör för Göteborgs spårvägar i samband med kommunaliseringen och på ett mycket effektivt sätt genomfört elektrifieringen av dessa. Hans erfarenheter därifrån bidrog till att Aseas tillverkning av elektriska spårvagnar intensifierades från 1903. Man samarbetade med tyska AEG och Union inom detta område. Nästa steg i satsningen gällde elektrifieringen av järnvägarna och tillverkning av elektriska lokomotiv. Sigfrid byggde vd-bostaden Villa Asea 1908.
Efter att ingenjören Jens Lassen la Cour (1876–1956) anställts som teknisk chef 1907 påbörjades också en rationalisering och upprustning på konstruktionssidan. För att få en mer organiserad och effektiv export bildades utländska dotterbolag som exempelvis The Allmänna Svenska Electric Company. Omkring 1910 hade Asea åter fått en marknadsmässig ledarställning i Sverige. Flera av konkurrenterna, till exempel Luth & Rosén och Nya Förenade Elektriska AB var i kris och rekonstruktionsskede.

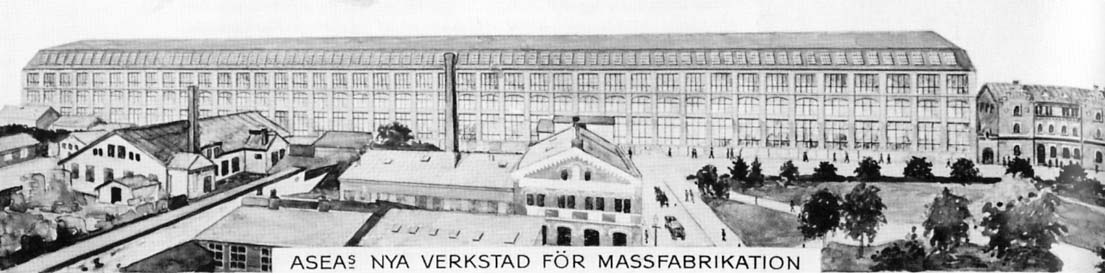
Mimerverkstaden i Västerås, byggd 1911–1915.

## Asea 1910–1923

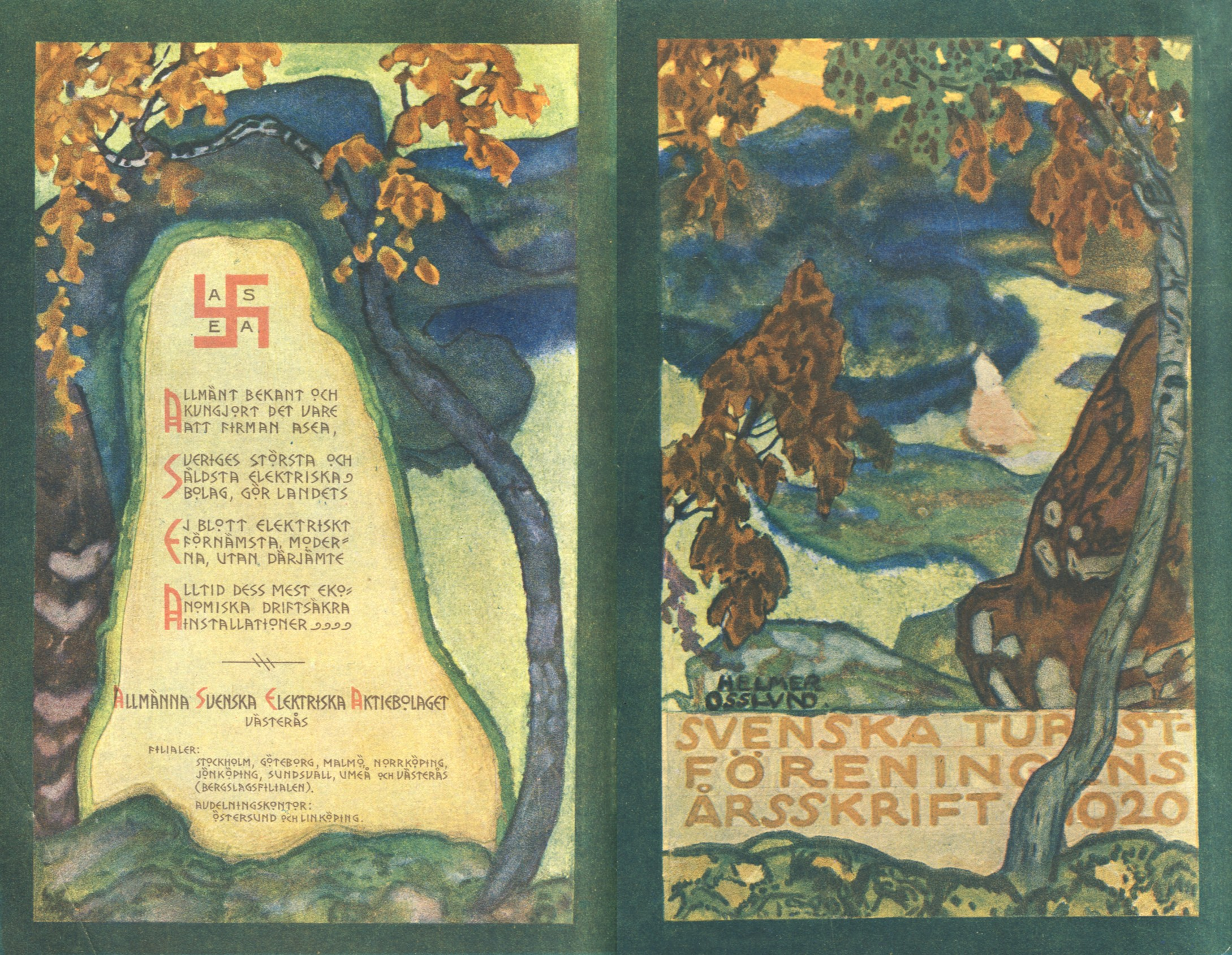
Omslag till "Svenska Turistföreningens Årsskrift 1920" med Asea-reklam på baksidan, skapad av Helmer Osslund 1920.

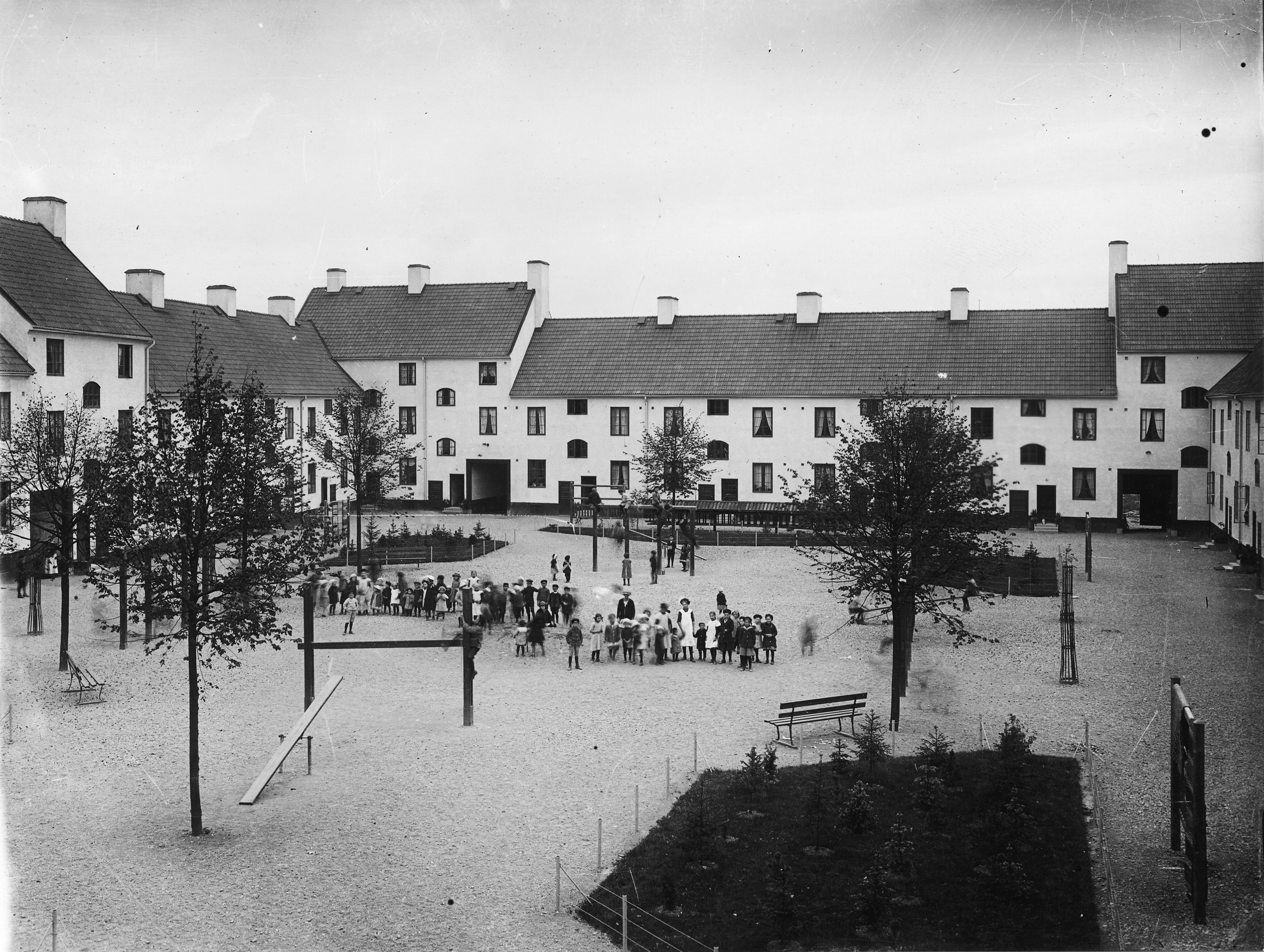
Aseas arbetarbostäder i Västerås, uppförda runt 1916.

Under åren 1890–1910 hade Asea främst varit ett industriföretag med tillverkning av tunga produkter. 1911 inledde man en satsning för att även erövra marknaden för lätta standardprodukter; småmotorer, apparater, installationsmateriel, elektriska hushållsartiklar med mera. De dåvarande verkstäderna i Västerås hade länge varit otillräckliga, trots att de byggts ut flera gånger. 1911–15 uppfördes därför den 200 meter långa och fyra våningar höga Mimerverkstaden. Detta kom att löna sig mer än väl, då tyska företag under första världskriget hade svårt att exportera till Sverige, och Asea kunde på så vis ta över deras marknadsandelar. Ryssland, Norge och Finland kom under 1910-talet att dominera exportmarknaden för Asea. 1916 började man också uppföra en egen fabrik i staden Jaroslavl norr om Moskva. Bygget avbröts emellertid av ryska revolutionen 1917, men återupptogs 1927, då man fick koncession på 35 år, den 25 maj samma år. Ryska Asea blev emellertid inte – till skillnad från nästan alla andra utländska bolag – exproprierat av den nya regimen.
År 1916 kom att bli det stora fusionsåret i Aseas historia. De flesta företagen som köptes upp var emellertid inte konkurrenter (Svenska Turbinfabriks AB Ljungström (STAL), Surahammars Bruks AB, AB Liljeholmens Kabelfabrik). Nya Förenade Elektriska AB (NFEA) i Ludvika, som köptes upp i januari 1916, var dock en konkurrent inom flera tillverkningsområden.
Efter kriget drabbades Asea, liksom större delen av svenskt näringsliv, av en djup ekonomisk kris. Under 1921–22 bokfördes förluster på 24,3 miljoner kronor.
1916–19 byggdes ett nytt huvudkontor i Västerås efter ritningar av Erik Hahr. Byggnaden, med sitt karaktäristiska torn, kom länge att vara Sveriges största privata kontorsbyggnad.

## Asea 1923–1955

Asea:s svastikaformade logotyp som användes fram till 1933.

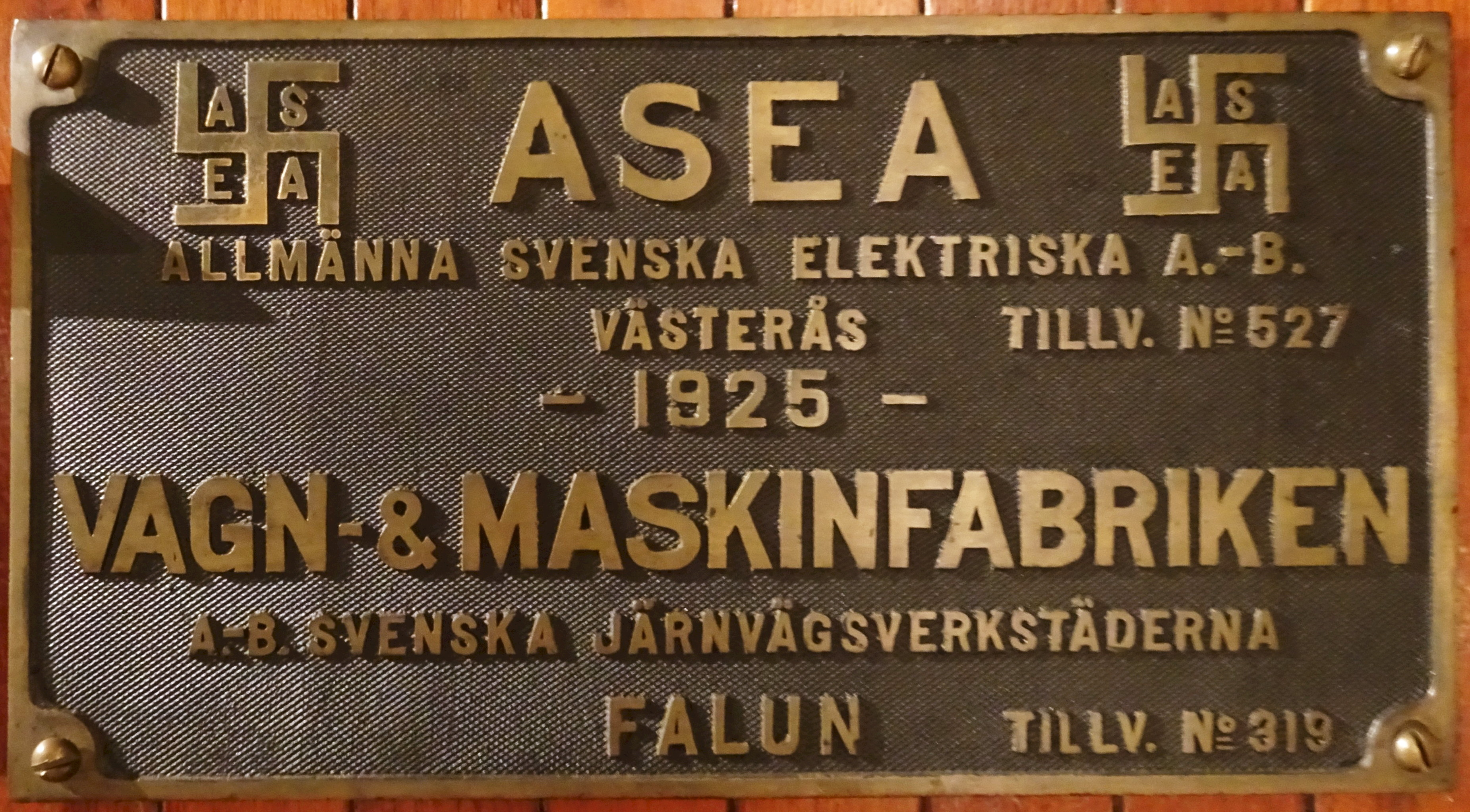
Skylt på D-lok 101 (1925).

Efter diverse nedskärningar kom man dock 1924 ganska helskinnade ur krisen. Samtidigt kom stora order som bidrog till återhämtningen. Det gällde bland annat Västra stambanans elektrifiering, exportorder på stora generatorer och beställningar på transformatorer. För att skydda hemmamarknaden slöts (1925) en kartellöverenskommelse med Luth & Rosén, Elektromekano, Siemens och AEG. Efter ett misslyckat försök från amerikanska General Electric att få kontroll över Asea kom istället företaget 1929-30 inlemmas i Wallenberggruppen. I slutet av 1920-talet började en motsättning mellan Asea och Telefon AB L M Ericsson (LME) bli tydlig. 1928 hade nämligen Ericsson, eller LME som det då i kortform kallades, köpt Sieverts Kabelverk i Sundbyberg. Sieverts Kabelverk var landets ledande tillverkare av elkablar, och hade en hel del starkströmsprodukter i sortimentet: kondensatorer, installationsmateriel med mera. Dessutom var man ensam i Sverige att tillverka jordkablar. Asealedningen blev djupt missnöjd att inte de blivit tillfrågade, då de flera år riktat in sig på att köpa Sieverts. Som ett direkt resultat lät Asea 1929 uppföra ett nytt kabelverk i Västberga åt den sedan tidigare Asea-ägda Liljeholmens Kabelfabrik. 1931 gick så också Liljeholmen in den internationella kabelkartellen ICDC. 
Hösten 1930 köptes slutligen konkurrenten Luth & Rosén upp av Asea efter åratal av förhandlingar. Luth & Rosén hade emellertid varit Sieverts återförsäljare på starkströmssidan, sålunda stod istället LM Ericsson nu inför problem på tillverkningssidan. 1933 lyckades de båda elektroföretagen få till stånd en fredlig lösning på problemet, där Asea tilldelades starkströmsområdet och LM Ericsson svagströmsområdet. Kabeltillverkningen reglerades genom ett kartellavtal. Svenska Fläktfabriken och Elektromekano köptes samma år av Asea mot bakgrund av Kreugerkraschen. Elektromekano och Svenska Fläktfabriken, eller Fläkt, hade ingått i Kreugerkoncernen. 1933 var också det år då Aseas logotyp ändrades. Den gamla, som införts någon gång under slutet av 1800-talet, bestod av den indoeuropeiska sol- eller lyckosymbolen svastikan, kompletterad med bokstäverna A, S, E, och A. Nazismen, som använde en liknande symbol, hade vuxit sig stark och detta år tagit makten i Tyskland. Detta resulterade i att Aseas vd Sigfrid Edström beordrade att hakkorset skulle tas bort ur firmamärket. Nazisterna hade gjort logotypen obrukbar.
I samband med övertagandet av aktiemajoriteten i Luth & Rosén, från år 1940 inordnat i företaget som Stockholmsverken, följde Elektriska AB Chr Bergh & Co i Malmö med på köpet. Den verksamheten namnändrades senare till Cebe och försåg Aseas avdelning för installationsmateriel (IM) med produktion av belysningsarmatur. Från 1947 drevs belysningsverksamheten med namnet Asea belysning. 
1936 kom nästa stora företagsförvärv då Elektriska AB Helios (Elektro-Helios eller Helios) och hisstillverkaren Graham Brothers köptes upp, båda två privatägda företag. Graham Brothers kom att inordnas i Elektromekano. 1938 gav sig Asea in i ett nytt verksamhetsområde då AB Asea Svetsmaskiner bildades. Det var den omställning inom verkstadsindustrin från nitade och gjutna konstruktioner till svetsning som var anledningen till detta. Andra världskriget (1939–45) kom för Aseas del, liksom för många andra svenska företag, att innebära en systematisk inriktning på hemmamarknaden. Av stor betydelse för den elektriska industrin var att det nu fanns en inhemsk leverantör av koppar genom Bolidenföretagets tillkomst. 1942 levererade Asea världens dittills största transformator till Stockholms Elverk, en anläggning på 120 MVA, 220 kV. De närmaste åren efter kriget kom Asea att drabbas av en akut kapacitetskris. Orderstocken var i slutet av 1946 tre gånger större än årets utfakturering. Bland annat ställdes man inför jättelika leveranser till Sovjetunionen under en femårsperiod. 
Efter påtryckningar från svenska regeringen började Asea göra stora nyinvesteringar i fråga om tillverkningskapaciteten för att klara både ryska och svenska leveranser. Fabriker etablerades på en rad nya orter, till exempel Robertsfors 1948 (isolationsmaterial), Bollnäs 1950 (relätillverkning) och Gamleby 1954 (apparatdetaljer). Samma tendens till nya utlokaliseringar fanns också hos dotterbolagen; HELIOS – (Alingsås, Mariestad och Borås), Asea Svetsmaskiner (Sävsjö och Hovdala), STAL – (Norrköping). En liknande utveckling kan också tydas hos dotterbolag i utlandet. Vid det här laget var Asea-koncernen en mycket helt heltäckande företag inom starkströmsområdet med tillverkning av bland annat generatorer, turbiner, kablar, hiss- och transportanordningar, svetsutrustning, fläktar, ellok, elöverföringsanläggningar (listan kan göras lång).

## Asea 1955–1970
Åren efter andra världskriget och 1950-talet var mycket expansiva för Asea i flera avseenden. 1953 kom att bli ett stort år i företagets historia. Man hade nu lyckats framställa världens första syntetiska diamanter i så kallad Quintuspress konstruerad av Anders Kämpe efter Baltzar von Platens idéer. Det kom emellertid att dröja in på 1960-talet innan denna teknik gick att använda i industriellt syfte.
Efter ungefär tjugo års utvecklingsarbete för att framställa en likriktare med tillräcklig kapacitet för högspänd likströmsöverföring erhöll Asea 1950 en beställning för Gotlandslänken, vilket var det första moderna helt marknadsmässiga högspända likströmssystem då det stod klart 1955.
Samma år blev Uno Lamm chef för Aseas projekt för att utveckla Sveriges första kommersiellt gångbara kärnreaktorer. Nicolin var verkställande direktör i ASEA under åren 1961–1976 och därefter styrelseordförande i företaget. 
Under denna tid kom ASEA att bygga upp en världsledande kompetens inom kärnkraftsteknologi. ASEA genom ASEA-Atom byggde nio av Sveriges tolv reaktorer. Aseas nukleära historia började redan på 1950-talet när man var med och konstruerade både reaktorn i Ågesta samt Marviken. 1969 bildas slutligen genom en sammanslagning av Aseas atomkraftavdelning och statligt ägda AB Atomenergis tekniska verksamheter Asea-Atom.

## Asea 1970–1988

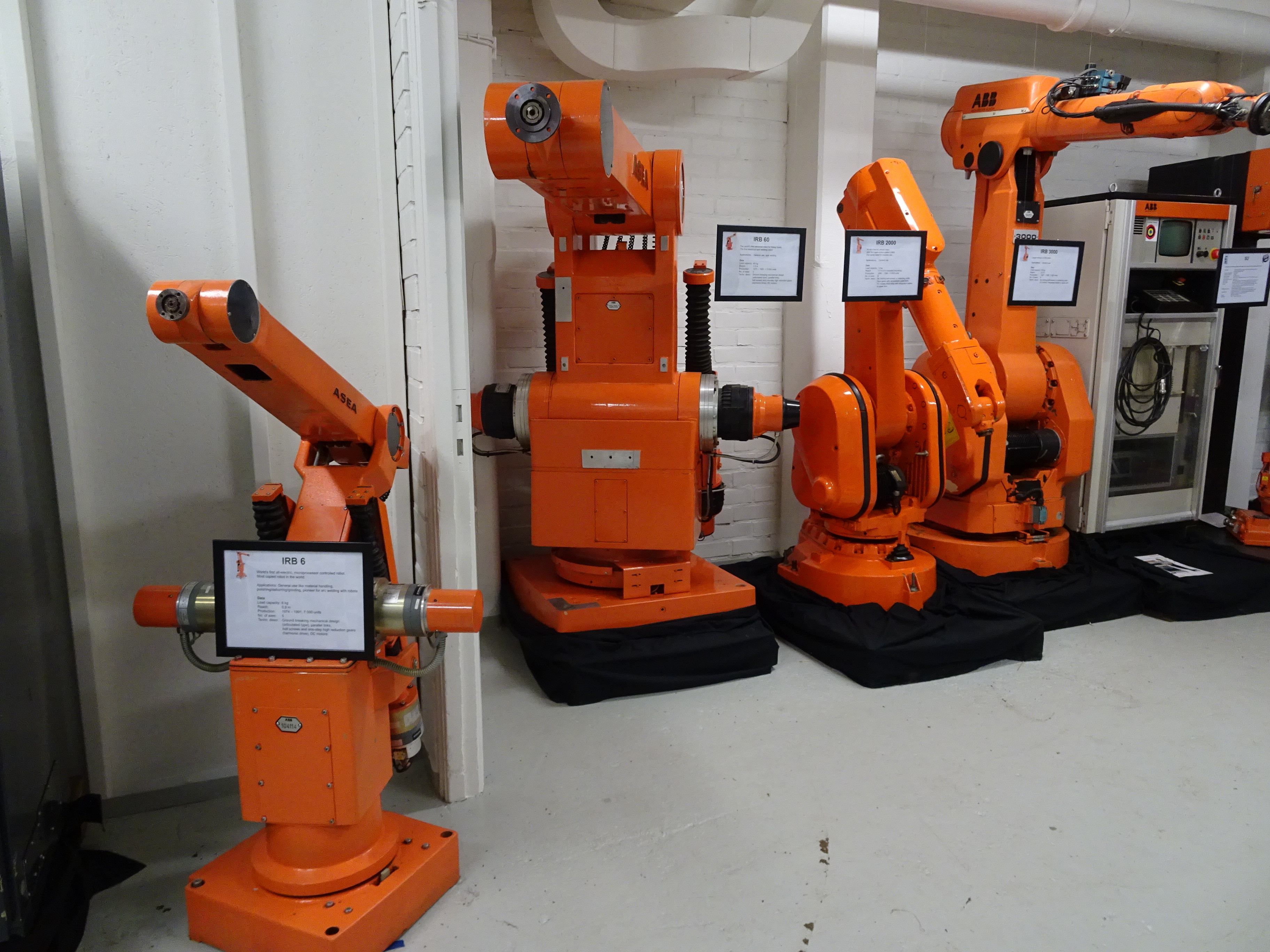
ASEA och ABB industrirobotar i Västerås

ABB Robotics historia började i slutet av 1969 när ASEA:s koncernchef Curt Nicolin, under en resa till USA, träffade Joe Engelberger som var delägare och chef för Unimate, den största och ledande tillverkaren av industriella robotar vid den tiden. Dessa robotar drevs med hydraulik och var försedda med ett enkelt punkt-till-punkt styrsystem. Curt Nicolin trodde på tekniken och ansåg att detta var intressant och beslutade därför 1971 att ASEA skulle ta fram en egen industrirobot. 
Automationsexperten Björn Weichbrodt rekryterades från USA. Han anställdes som projektledare för robotprojektet. 1973 presenterades den första industriroboten IRB6. 1974 började roboten att säljas till kund med den första roboten installerad hos Magnussons i Genarp i Skåne. Weichbrodt övertog ledningen av robotverksamheten 1976 och lade grunden till ABB Robotics senare affärsframgångar.
Hägglund & Söner köptes 1971 av Asea. 
1974 tog Kone över Aseas rulltrapps- och hisstillverkning ASEA-Graham.
Asea fusionerades 1988 med Brown Boveri till ABB Asea Brown Boveri Ltd, som senare bytte namn till ABB.

## Företagsledning

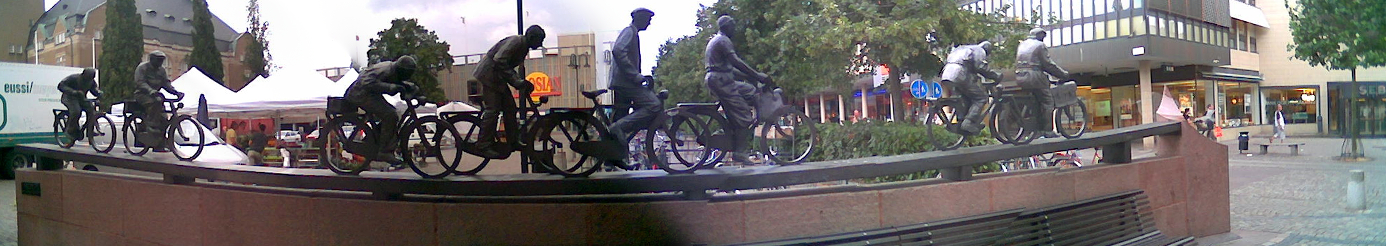
Konstverket Aseaströmmen av BG Broström, föreställande arbetare på ASEA..

Verkställande direktörer
- 1883–1891 Ludvig Fredholm
- 1891–1903 Göran Wenström
- 1903–1933 Sigfrid Edström
- 1934–1942 Arthur Lindén
- 1942–1949 Thorsten Ericson
- 1949–1961 Åke Vrethem
- 1961–1976 Curt Nicolin
- 1976–1980 Torsten L. Lindström
- 1980–1987 Percy Barnevik
- 1988-1996 Kjell Högfelt

Styrelseordförande
- 1891 Ludvig Fredholm
- 1892–1909 Oscar Fredrik Wijkman
- 1910–1914 Oscar Wallenberg
- 1914–1933 Sten Ankarcrona
- 1934–1949 Sigfrid Edström
- 1949–1956 Thorsten Ericson
- 1956–1976 Marcus Wallenberg
- 1976– Curt Nicolin